# Camp de concentration de Jägala
Le camp de concentration de Jägala est un camp de travail de la Sicherheitspolizei estonienne en activité au cours de l’occupation allemande de l’Estonie pendant la Seconde Guerre mondiale.

## Histoire
Le camp est construit en août 1942 sur un ancien champ de tir de l’artillerie estonienne proche du village de Jägala.
Le camp est en activité jusqu’à août 1943, il est dirigé par Aleksander Laak, un Estonien nommé par les SS.
Officiellement, le camp est un camp de travail ou ‘Arbeitserziehungslager’ pour des travaux dans la forêt et les champs.
Sont enfermés dans le camp des juifs d’Estonie, de tsiganes ainsi que d’autres en provenance de Lituanie, Tchécoslovaquie, Allemagne, Pologne. Environ 3000 juifs qui ne sont pas sélectionnés pour le travail forcé à leur arrivée à la gare de Raasiku sont amenés directement à Kalevi-Liiva, lieu d’exécutions de masse géographiquement proche.
Le camp n’a jamais eu plus de 200 prisonniers. En novembre 1942, on recense dans le camp 53 hommes et 150 femmes, la plupart des prisonniers sont transférés dans la prison centrale de Tallinn. À la fermeture du camp, en août 1943, les prisonniers restants sont abattus dans le camp dont plusieurs prisonniers malades. Aleksander Laak tue plusieurs femmes dont l’une était son esclave sexuelle.
Le camp est démonté en septembre 1943.
Les estimations du nombre de personnes tuées au camp de Jägala varient. Les enquêteurs soviétiques estiment le nombre de victimes de 2 000 à 3 000, tandis qu’une commission d’enquête estonienne et des chercheurs estiment le chiffre des victimes autour de 8 500.